# اختيار غرايسي (فلم تلفزيوني)
اختيار غرايسي (Gracie's Choice) هو فيلم تلفزيوني أمريكي من تأليف جويس الياسون وإخراج بيتر فيرنر، بث لأول مرة في 12 يناير 2004 على قناة لايف تايم. الفيلم من بطولة كريستين بيل، آن هاش، ديان لاد، وكريستين فيرلي.

## القصة
غرايسي (كريستين بيل) فتاة بالغة من العمر 16 عاما تعيش حياة بائسة رفقة والدتها، وأربعة أشقاء، كل واحد منهم لديه أب مختلف، وبسبب غياب الأب وإدمان الأم (آن هاش) على شتى أنواع المخدرات والكحوليات، تضطر غرايسي إلى الاهتمام بهم، لكن عندما تتدهور حياة إخوتها وتوشك الشرطة على تفرقتهم بعيدا عن بعض إلى دور رعاية وملاجئ مختلفة، تتحدى غرايسي والدتها وتطلب من المحكمة التصريح لها بتعويض مسؤولية الوالدين مؤقتاً إلى حين بلوغها السن القانوني.
وفي سبيل ذلك تتحمل غرايسي الكثير من أجل الحفاظ عليهم، فتعمل كنادلة وتؤجر منزلا وتتكفل بجل مصاريفهم من أكل وشرب ورعاية طبية وملبس إضافة إلى تركيزها على دراستها لتتمكن من إستيفاء شروط المحكمة للحصول على حضانة إخوتها والعيش كأسرة واحدة.

## إنتاج
قصة الفيلم مستوحاة من أحداث حقيقية، وردت في مجلة ريدرز دايجست، في عمود بعنوان «لا شك في أنها ستلمس قلبك».

## استقبال الجمهور
لقي فيلم اختيار غرايسي تنويها كبيرا من قبل النقاد، خاصة براعة الممثلتين كريستين بيل وآن هاش. مما حذى إلى ترشيح آن هاش لجائزة إيمي 2004 ل «أفضل ممثلة مساعدة في مسلسل قصير أو فيلم».
وقد تمت مشاهدة الفيلم التلفزيوني من قبل 4.2 مليون مشاهد خلال العرض الأول.